# Tuncer Salman
Tuncer Salman (* 15. März 1965 in Uşak) ist ein türkischer Schauspieler.

## Leben und Karriere
Salman wurde am 15. März 1965 in Uşak geboren. Er absolvierte 1990 das Theaterstudium am Staatlichen Konservatorium der Hacettepe-Universität. Nach seinem Abschluss arbeitete Salman ein Jahr am Staatlichen Theater in Ankara und von 1993 bis 2001 am Staatlichen Theater in Antalya. Ab 2002 setzte er seine Karriere am Staatlichen Theater in Bursa fort. 1997 gründete er gemeinsam mit dem aserbaidschanischen Künstler Namik Agayev das OL Theater, dessen erstes Projekt das Stück Hoşgeldin Nazım war.
Neben seiner Theaterarbeit wirkte er in zahlreichen Film- und Fernsehproduktionen mit. Zu seinen bekanntesten Filmrollen zählen Vizontele, Vizontele Tuuba und Tal der Wölfe – Hinterhalt.

## Filmografie
- 2001: Vizontele
- 2002: Beşik Kertmesi
- 2002: Vaka-i Zaptiye
- 2003: Gelin
- 2003: Vizontele Tuuba
- 2005: Saklambaç
- 2005: Organize İşler
- 2006: Hokkabaz
- 2007: Annem
- 2010: Bitmeyen Şarkı
- 2012: Kötü Yol
- 2013: Osmanlı Tokadı
- 2014: Dila Hanım
- 2014: Tal der Wölfe – Hinterhalt
- 2016: Kördüğüm
- 2019: Şuursuz Aşk
- 2020: Kuşlarla Yolculuk
- 2021: Teşkilat
- 2022: Kendi Yolumda
- 2023: Dokuz Oğuz
- 2023: Ateş Kuşları